# 家督
家督（日语：／ Katoku）是日本历史上對家主的稱呼:1-6:6，指日本在傳統父權制下家族權力最大的領導者，是父權制在日本歷史上的體現:3。“家督”的概念在日本一直延續到明治维新後，大日本帝国政府以法律進一步確立“家督相續”的規則，以鞏固作為天皇制國家的基礎的家制度:1, 6，此情況直至第二次世界大戰結束後方有所改變:6。

## 歷史
“家督”一詞最早出於《史記》，意思是“家主的長子”，與日本現時常用的用法（即“家主本人”）有所不同:6。

### 江戶時代前
平安時代中後期，武士階級崛起，而武士之間普遍以血緣關係達致團結。武士以此類血緣關係組織“族”、“門”或“流”（以下以“族”概稱），而“族”的首領稱為“家督”。平安時代中後期的武士習慣在在世時將自己的領地分給自己的各個兒子，而他們則以血緣關係為基礎共同守護自己的“族”的領地。每個繼承家產的兒子都會自立一家，但各分家在軍事上須服從本家家督的領導。:1
镰仓幕府成立後，幕府召集御家人出征時，命令會先傳達予家督，然後由家督傳達予同族，家督帶領其同族同赴前綫。在鎌倉時代，家督與其同族之間的關係從所有权而言相當於總領與庶子之間的關係，亦即武士在將自己的土地分給自己的各個兒子的同時，其中一子作為嫡子統領全部的家族領地:1。至於家族的財產則一般由繼承家督之位的嫡子與庶子分割繼承:3。由於室町时代盛行財產單獨繼承，嫡子會完全繼承自己的父親的所有土地，而嫡子父親的其他兒子則依靠嫡子的扶助。這導致了家督與其同族之間的關係消滅，“家督”一詞開始代指繼承家與領地的人:1。

### 江戶時代
江户时代時，“家督相續”用於指因原家督隱居而繼承家督之位的情形（相對於“跡名相續”，即因原家督死亡而繼承家督之位的情形），使“家督”一詞又可代指俸祿，而當時的百姓亦以“家督”一詞代指家產:1。江戶幕府與各藩在法律上均確立家督由嫡長子繼承的制度:6。
在家督由嫡長子繼承的制度中，嫡長子若疾病纏身或品行不端，可被廢嫡。在嫡長子早逝或被廢嫡的情況下，嫡孫、次子以下的直系卑屬、兄弟可根據嫡庶長幼的順序而被視為家督的“嫡子”。在家督無實子（親生兒子）的情況下，家督可選擇收養一子並以其為嫡子。:6
就百姓家庭而言，宅基地與田地會被視為“家督”（家產），而就町人家庭而言，宅基地、店舖、商號、資金、營業權等均會被視為“家督”（家產）。雖然江戶時代的法律確立長子繼承制，但百姓與町人家庭一般更著重繼承人擔當家業的能力，因此與武家不同，繼承“家督”（家產）的人通常是次子以下的直系卑屬或養子。:6

### 江戶時代後
明治政府在1871年（明治四年）公佈通稱“壬申戶籍”（〔〕／ Jinshin koseki）的《戶籍法》，該戶籍法規定作為“家”的代表者的“戶主”同時兼任國家行政體系中最基層的權力擁有者“戶長”，並由此確立家制度為天皇制國家的基礎:6。1898年（明治三十一年）施行的《民法》（舊民法）正式以“家督相續”代指戶主繼承人繼承戶主的財產與戶主地位的情形:1，並進一步強化戶主地位與財產所有權之間的連結，比如禁止戶主（家督）隱居後保留家族財產:6。
現行《日本国宪法》施行後，“家督相續”的規定根據1947年（昭和二十二年）施行的《民法應急措置法》（ Minpō ōkyū sochihō）被廢止，然而1948年（昭和二十三年）施行的修訂後的《民法》（新民法）仍規定“系譜、祭具、墳墓之所有權”由“祖先祭祀之主宰者”繼承。:6